# كورت بلامنفيلد
كورت بلامنفيلد هو صحفي وقانوني وسياسي ألماني وإسرائيلي، ولد في 29 مايو 1884 في Olecko ‏ في بولندا، وتوفي في 21 مايو 1963 في القدس في إسرائيل. نشط حزبياً في General Zionists ‏.